# Lena Goeßling
Lena Goeßling (født 8. marts 1986) er en tysk tidligere fodboldspiller, der spillede størstedelen af sin karriere som midtbanespiller for Wolfsburg og spillede desuden 106 landskampe for  Tyskland.

## Karriere

### Klub
Hun har vundet både det tyske mesterskab og DFB-pokalen flere gange med Wolfsburg og derudover har hun vundet UEFA Women's Champions League med Wolfsburg i 2012–13 og 2013–14.
Hun indstillede sin karriere i sommeren 2021.

### Landshold
Goeßling debuterede på det tyske landshold i 2008, og højdepunktet med dette hold kom ved OL 2016 i Rio de Janeiro. Her gik Tyskland med nød og næppe videre fra indledende pulje, men i kvartfinalen vandt de 1-0 over Kina og i semifinalen 2-0 over Canada. I finalen mødte de Sverige, og de sikrede sig mesterskabet ved at sejre 2-1.
Desuden har været med til at vinde Algarve Cup to gange med Tyskland og U/19 VM og U/19 EM i fodbold for kvinder. 

## Hæder

### Klub
VfL Wolfsburg
- UEFA Women's Champions League : Vinder 2012–13, 2013–14
- Bundesliga : Vinder 2012–13, 2013–14, 2016–17
- DFB Pokal : Vinder 2012–13, 2014–15, 2015–16, 2016–17

### Landshold
- EM i fodbold for kvinder: Vinder 2013
- U/19 Verdensmesterskabet i fodbold for kvinder: Vinder 2004
- U/19 Europamesterskabet i fodbold for kvinder: Toer 2004
- Sommer-OL: Guldmedalje, 2016
- Algarve Cup: Vinder 2012, 2014

### Individuelt
- IFFHS Verdens bedste kvindelige playmaker: 2013 [3]
- EM i fodbold for kvinder All-Star holdet: 2013
- Silbernes Lorbeerblatt: Vinder 2016